# Лезеньо
Лезеньо (італ. Lesegno, п'єм. Ëlzegn) — муніципалітет в Італії, у регіоні П'ємонт, провінція Кунео.
Лезеньо розташоване на відстані близько 460 км на північний захід від Рима, 80 км на південь від Турина, 34 км на схід від Кунео.
Населення — 803 особи (2014).
Покровителі — святий Антоній Великий.

## Демографія
Населення за роками:

Станом на 1 січня 2023 року в муніципалітеті офіційно проживало 98 іноземців з 19 країн, серед них 22 громадяни країн Євросоюзу та 4 громадяни України.

## Сусідні муніципалітети
- Кастелліно-Танаро
- Чева
- Момбазільйо
- Нієлла-Танаро
- Сан-Мікеле-Мондові